# Emil Thuy

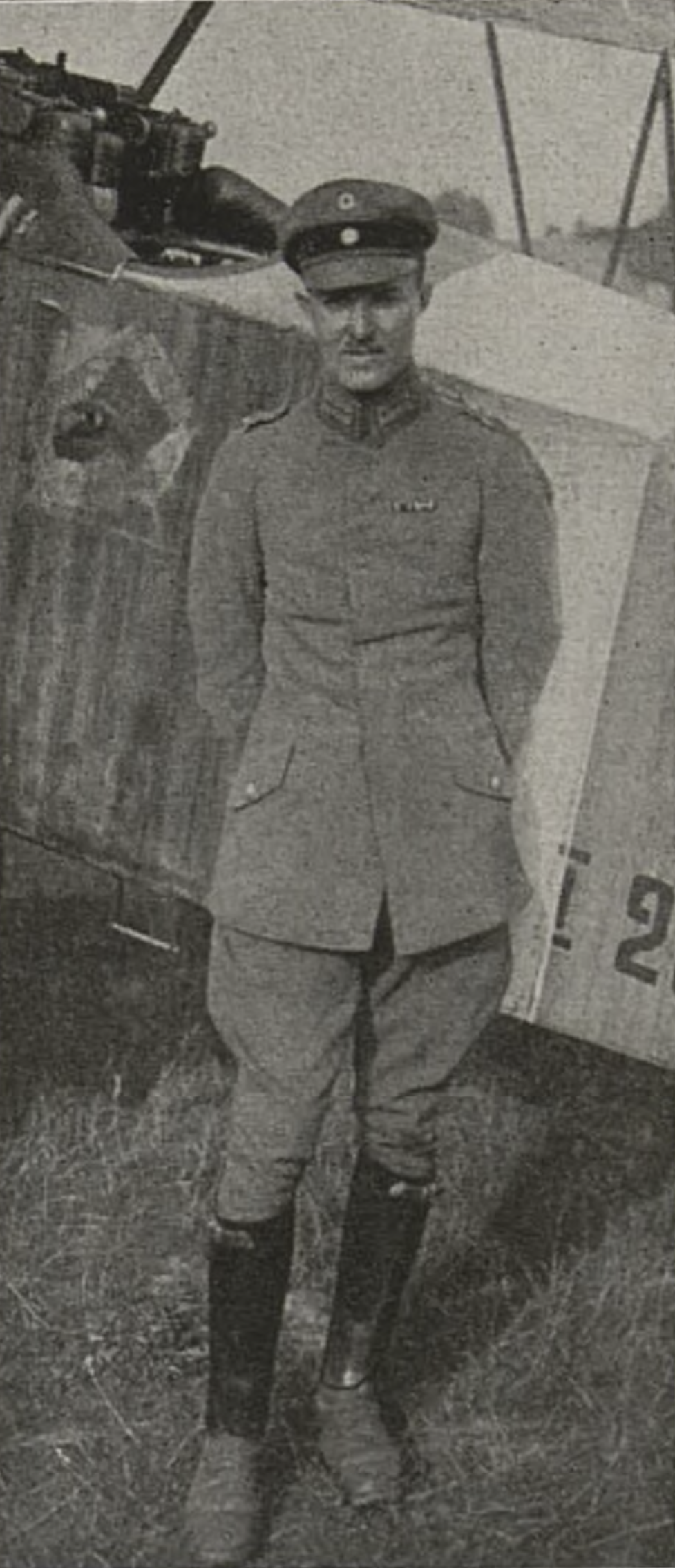
Emil Thuy (1918)

Emil Thuy (* 11. März 1894 in Hagen; † 11. Juni 1930 bei Smolensk) war einer der erfolgreichsten deutschen Jagdflieger im Ersten Weltkrieg und Ritter des Ordens Pour le Mérite. Thuy beteiligte sich am Ruhrkampf und am geheimen Aufbau der Luftwaffe in der Sowjetunion, wo er bei einem Absturz ums Leben kam.

## Leben
Thuy wurde in Hagen als Sohn des gleichnamigen Fabrikbesitzers geboren. Schon als 14-jähriger Junge beschäftigte er sich mit Flugzeugmodellen und erprobte ein selbstgebautes Segelflugzeug. Nach dem Abitur arbeitete Thuy kurze Zeit in der Zeche Johannissegen bei Hattingen, um sich dann zum Wintersemester 1913 in der Fakultät für Bergbau- und Hüttenwesen der Bergakademie Clausthal zu immatrikulieren. Während seiner Studienzeit wurde er in der Turnerschaft Germania (heute Turnerschaft Rheno-Germania) aktiv.
Im August 1914 bei Ausbruch des Ersten Weltkriegs meldete sich Thuy als Freiwilliger und gelangte nach sechswöchiger Grundausbildung als Pionier an die Westfront. Im November 1914 schwer verwundet, meldete er sich nach seiner Wiederherstellung freiwillig zur Fliegertruppe und absolvierte seine fliegerische Ausbildung in Berlin-Adlershof und Berlin-Johannisthal. Über die Flieger-Ersatzabteilung in Böblingen kam er im Juni 1915 zur Fliegerabteilung 53 nach Rethel an die Westfront. Hier erzielte Thuy seinen ersten Luftsieg und erhielt im Dezember 1915 vom Chef des Feldflugwesens den silbernen Ehrenbecher für den Sieger im Luftkampf.
Thuy, seit März 1916 zum Leutnant befördert, kam zur Jagdstaffel 21 und übernahm im Herbst 1917 die Jagdstaffel 28w (w = königlich-württembergisch) der 4. Armee. 1918 wurde er Kommandeur der Jagdgruppe 7, deren drei Jagdstaffeln er mit seinem Jagdflugzeug Fokker D.VII gekennzeichnet mit einem großen „T“ im Einsatz führte. Thuy, am 30. Juli 1918 Pour le Mérite ausgezeichnet, erzielte 36 Abschüsse. Während des Krieges war er auch mit beiden Klassen des Eisernen Kreuzes, dem Ritterkreuz des Königlichen Hausordens von Hohenzollern mit Schwertern sowie dem Ritterkreuz des Württembergischen Militärverdienstordens ausgezeichnet worden.
Nach Kriegsende nahm Thuy sein Studium in Clausthal wieder auf und trat nach dessen Abschluss in die Fabrik seines Vaters in Hagen ein. Thuy blieb dem Fliegen treu, schrieb Abhandlungen über die Fliegerei und folgte schließlich einem Angebot der Firma Siemens-Schuckert, die ihn als technischen Berater und Ingenieur für das Flugwesen nach Finnland schickte. 1925 wurde Thuy, der Mitglied des paramilitärischen „Stahlhelm-Bundes“ war und 1923 aktiv am Widerstand gegen die französisch-belgische Besetzung des Ruhrgebiets teilgenommen hatte, vom Reichswehrministerium nach Berlin gerufen, wo man ihm anbot, sich als Ausbilder für den geheim gehaltenen Aufbau der deutschen Luftwaffe in Russland zur Verfügung zu stellen. Thuy stellte sich zur Verfügung, begab sich in die Sowjetunion und war an der Flugschule Lipezk ab 1925 als Ausbilder für Piloten der Roten Armee und der Reichswehr eingesetzt.
Am 11. Juni 1930 stürzte Thuy mit seiner Albatros L 76 beim Flug von Moskau nach Berlin in der Nähe von Smolensk tödlich ab.
Emil Thuy wurde auf dem Invalidenfriedhof in Berlin beigesetzt.
1940 wurde die Kameradschaft I (ein Zusammenschluss in dem u. a. die oben erwähnte Turnerschaft Germania aufgegangen war) an der Bergakademie Clausthal in „Kameradschaft Emil Thuy“ umbenannt. Der „Thuyring“ in Berlin-Tempelhof ist ebenfalls nach ihm benannt.